# SM UB-54
SM UB-54 – niemiecki okręt podwodny z okresu I wojny światowej, jedna z 96 zbudowanych jednostek typu UB III. Okręt miał wyporność 516 ton w położeniu nawodnym i 646 ton pod wodą, a jego główną bronią było 10 torped o kalibrze 500 mm wystrzeliwanych z pięciu wyrzutni. Napędzana silnikami wysokoprężnymi i elektrycznymi jednostka rozwijała prędkość 13,4 węzła na powierzchni i 7,8 węzła w zanurzeniu, osiągając zasięg nawodny wynoszący 9020 Mm przy prędkości 6 węzłów (i 55 Mm przy prędkości 4 węzłów pod wodą).
UB-54 został zwodowany 18 kwietnia 1917 roku w stoczni AG Weser w Bremie, a do służby w Kaiserliche Marine wcielono go 12 czerwca 1917 roku. W czasie służby operacyjnej we Flotylli Flandria okręt odbył sześć patroli bojowych, podczas których zatopił 14 statków o łącznej pojemności 7200 BRT. SM UB-54 zaginął po 1 marca 1918 roku, kiedy wyszedł w rejs bojowy w rejon Isle of Portland.

## Projekt i budowa
Wydane w kwietniu 1915 roku przez Inspektorat U-Bootów memorandum wzywało kierownictwo Cesarskiej Marynarki Wojennej do zaprojektowania i budowy uproszczonego typu okrętu podwodnego, który miał zostać wykorzystany w działaniach blokadowych Wielkiej Brytanii. Budowa dużych, oceanicznych okrętów podwodnych trwała zbyt wiele czasu, podobnie jak używanych do ich napędu silników wysokoprężnych o dużej mocy, co powodowało duży niedobór jednostek tej klasy w niemieckiej flocie. Wznowienie na początku 1916 roku nieograniczonej wojny podwodnej sprawiło, że konieczne stało się opracowanie średniej wielkości okrętu podwodnego uzbrojonego w torpedy, który można było szybko zbudować. Przybrzeżne okręty typu UB II były zbyt słabo uzbrojone i miały niewystarczający zasięg, przez co ich użycie ograniczone było przeważnie do wód Morza Północnego i kanału La Manche, natomiast nowo projektowane torpedowe okręty podwodne musiały być zdolne do operowania wokół Wysp Brytyjskich i na Morzu Śródziemnym. Zrezygnowano z wcześniejszego schematu prostych jednostek jednokadłubowych z zewnętrznymi zbiornikami balastowymi na rzecz konstrukcji dwukadłubowej.
Projekt nowego okrętu podwodnego średniej wielkości oparto na konstrukcji udanych podwodnych stawiaczy min typu UC II. Dziobowej części okrętu nadano nowy profil, a szyby minowe zastąpiono przedziałem torpedowym z czterema wewnętrznymi wyrzutniami torped; powiększono również wyposażony w dwa peryskopy kiosk. Znacznie została powiększona moc silników spalinowych i elektrycznych, jak również pojemność zbiorników paliwa, jednak odbyło się to kosztem zmniejszenia o 40% wielkości baterii akumulatorów i o blisko 30% ich pojemności w stosunku do SM U-16, przez co spadła prędkość podwodna i zasięg. Okręty charakteryzowały się doskonałą manewrowością i krótkim czasem zanurzania wynoszącym 30 sekund. Budowa okrętów o nadanym przez Inspektorat U-Bootów numerze projektu 44, zwanych później typem UB III, miała rozpocząć się po zrealizowaniu przez stocznie kontraktów na budowę jednostek typu UB II i UC II, czyli najwcześniej wiosną 1917 roku.
SM UB-54 zamówiony został 20 maja 1916 roku jako jednostka z liczącej 24 jednostki I serii okrętów typu UB III . Powstał w stoczni AG Weser w Bremie jako jeden z 36 okrętów typu UB III zbudowanych w tej wytwórni . UB-54 otrzymał numer stoczniowy 266 (Werk 266)  . Stępkę okrętu położono 5 września 1916 roku, a zwodowany został 18 kwietnia 1917 roku .

## Dane taktyczno-techniczne

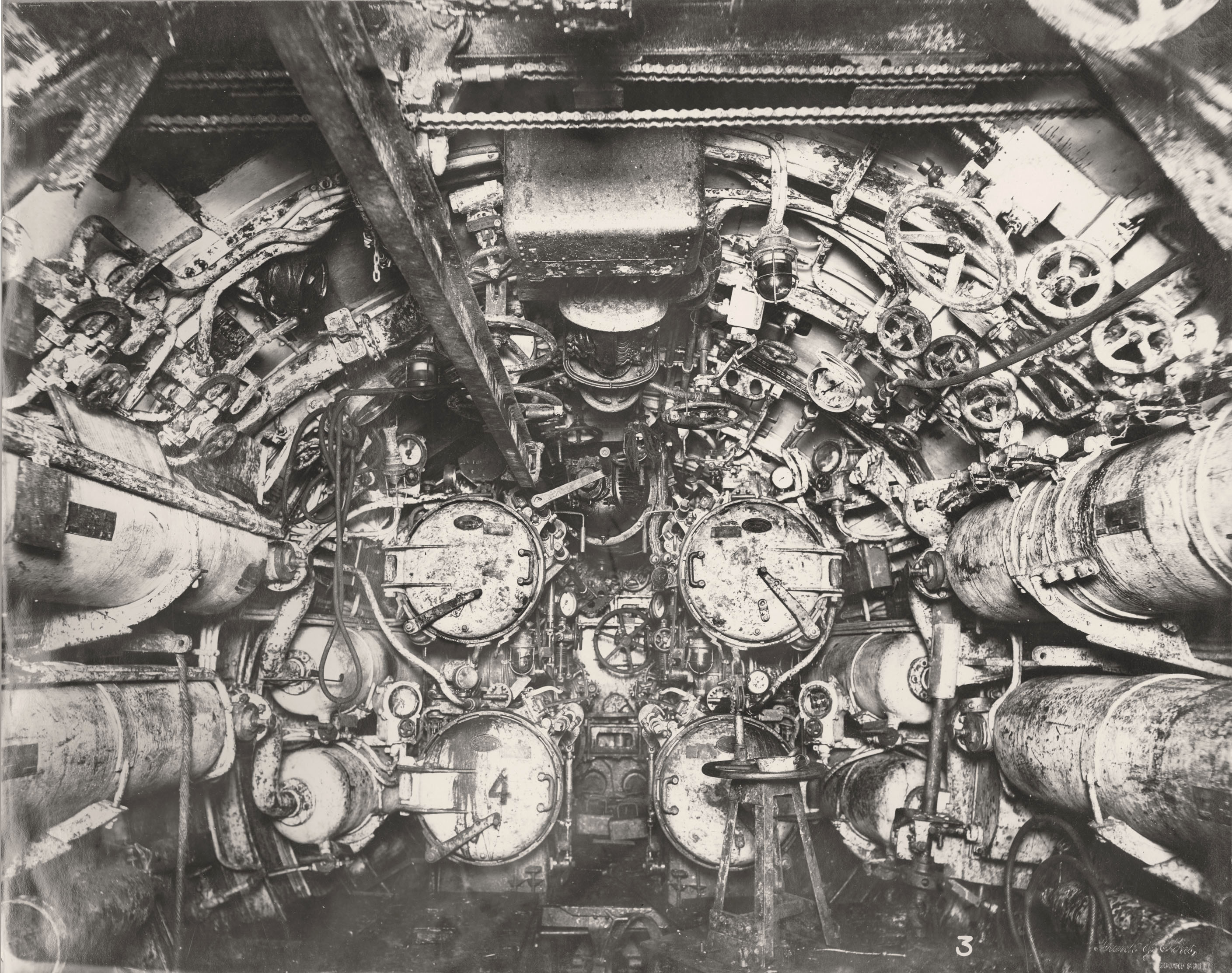
Wnętrze przedziału torpedowego siostrzanego okrętu SM UB-110

SM UB-54 był średniej wielkości okrętem podwodnym o konstrukcji dwukadłubowej. Długość całkowita wynosiła 55,85 metra, szerokość 5,8 metra i zanurzenie 3,72 metra. Kadłub sztywny miał 40,1 metra długości i 3,9 metra szerokości . Podzielony był grodziami na następujące przedziały (od dziobu): przedział torpedowy, pomieszczenia załogi, centrala, pomieszczenia załogi, przedział silników spalinowych, przedział silników elektrycznych oraz rufowy przedział torpedowy. Wysokość (od stępki do szczytu kiosku) wynosiła 8,25 metra . Dziób jednostki przystosowany był do przecinania sieci przeciwpodwodnych. Wyporność w położeniu nawodnym wynosiła 516 ton, a w zanurzeniu 646 ton.
Okręt napędzany był na powierzchni przez dwa 6-cylindrowe, czterosuwowe silniki wysokoprężne Körting o łącznej mocy 780 kW (1060 KM) przy 450 obr./min, a pod wodą poruszał się dzięki dwóm silnikom elektrycznym SSW o łącznej mocy 580 kW (788 KM) przy 362 obr./min. Dwa wały napędowe obracały dwie śruby o średnicy 1,4 metra każda. Jednostka wyposażona była w dwa stery kierunku i dwa podwójne stery głębokości. Okręt osiągał prędkość 13,4 węzła na powierzchni i 7,8 węzła w zanurzeniu. Zasięg wynosił 9020 Mm przy prędkości 6 węzłów w położeniu nawodnym oraz 55 Mm przy prędkości 4 węzłów pod wodą. Zbiorniki mieściły 75 ton paliwa , a energia elektryczna magazynowana była w dwóch bateriach akumulatorów po 62 ogniwa, zlokalizowanych pod przednim i tylnym pomieszczeniem mieszkalnym załogi. Dopuszczalna głębokość zanurzenia wynosiła 50 metrów , a czas wykonania manewru zanurzenia 30 sekund.
Głównym uzbrojeniem okrętu było pięć wewnętrznych wyrzutni torped kalibru 500 mm: cztery dziobowe i jedna na rufie, z łącznym zapasem 10 torped. Broń artyleryjską stanowiło umieszczone przed kioskiem działo pokładowe kalibru 8,8 cm TK C/08 L/30, z zapasem amunicji wynoszącym od 160 do 296 naboi . Okręt wyposażony był w dwa peryskopy: wachtowy i bojowy. Wyposażenie ratownicze stanowiła umieszczona na pokładzie łódź ratunkowa.
Załoga okrętu składała się z trzech oficerów oraz 31 podoficerów i marynarzy.

## Służba

### 1917 rok
SM UB-54 został wcielony do służby w Kaiserliche Marine 12 czerwca 1917 roku . Dowództwo okrętu objął por. mar. (niem. Oberleutnant zur See) Egon von Werner, wcześniej dowodzący UC-1 i UC-16 . Po okresie szkolenia U-Boot 8 sierpnia wszedł w skład Flotylli Flandria (niem. U-Flottille Flandern) .
20 sierpnia w odległości 120 Mm na południowy zachód od wysp Scilly (na pozycji 48°37′N 9°28′W/48,616667 -9,466667) UB-54 zatopił zbudowany w 1894 roku brytyjski statek-pułapkę HMS „Vala” (Q8) o pojemności 1016 BRT, a na jego pokładzie zginęło 43 członków załogi . 25 sierpnia w odległości 20 Mm na południowy wschód od latarni morskiej Portland Bill U-Boot zatopił zbudowany w 1900 roku norweski parowiec „Frigga” (1046 BRT), płynący w konwoju z Port Talbot do Saint-Servan z ładunkiem węgla (nikt nie zginął) . 3 września okręt został uszkodzony w bazie podczas nalotu alianckich samolotów.
13 grudnia w odległości 100 Mm na zachód od Ouessant okręt zatopił zbudowany w 1885 roku francuski bark z żelaznym kadłubem „Chili” o pojemności 1318 BRT, płynący z ładunkiem azotanów z Iquique do Brestu . 20 grudnia w odległości 10 Mm na północny zachód od Port-en-Bessin-Huppain UB-54 zatopił zbudowany w 1902 roku norweski parowiec „Noris” (583 BRT), transportujący węgiel ze Swansea do Rouen (w wyniku ataku na pokładzie statku zginęło 14 marynarzy) . Następnego dnia w odległości 25 Mm na zachód od latarni morskiej Portland Bill U-Boot zatopił w ataku torpedowym zbudowany w 1903 roku francuski parowiec „Orne” o pojemności 928 BRT, płynący z ładunkiem węgla z Penarth do Trouville-sur-Mer (na pozycji 50°24′N 2°19′W/50,400000 -2,316667, śmierć poniósł jeden członek załogi statku) . 23 grudnia w odległości 16 Mm na północny zachód od latarni morskiej de la Hève załoga okrętu podwodnego zatopiła zbudowany w 1892 roku norweski parowiec „Ragna” (1747 BRT), przewożący węgiel z Barry do Rouen (obyło się bez strat ludzkich) .

### 1918 rok
27 stycznia 1918 roku na wodach kanału La Manche (na pozycji 49°42′N 0°32′W/49,700000 -0,533333) okręt zatrzymał i zatopił zbudowaną w 1905 roku belgijską łódź rybacką „True to the Core” o pojemności 26 BRT . Dwa dni później w Zatoce Sekwany załoga UB-54 zatopiła sześć belgijskich łodzi rybackich: „De Julia” (13 BRT), „De Twee Marcels” (13 BRT), „H. Debra Huysseme” (46 BRT), „Jean Mathilde” (12 BRT), „Le Jeune Arthur” (25 BRT) i „Marie” (16 BRT) . 30 stycznia w odległości 15 Mm na zachód od La Poterie-Cap-d’Antifer okręt podwodny zatrzymał i zatopił ogniem artyleryjskim zbudowany w 1909 roku płynący pod balastem z Hawru do Littlehampton brytyjski parowiec „Ferryhill” o pojemności 411 BRT (na pozycji 49°40′N 1°11′W/49,666667 -1,183333, nikt nie zginął)  .
8 lutego nowym dowódcą U-Boota został por. mar. Erich Hecht, dowodzący wcześniej UC-4 i UC-64 . 1 marca SM UB-54 wyszedł na patrol na wody kanału La Manche, kierując się w rejon Isle of Portland i już nie powrócił do bazy (wraz z okrętem zginęła cała, licząca 29 osób załoga) . Starsze opracowania podają, że UB-54 został zatopiony 11 marca 1918 roku na pozycji 53°15′N 0°45′E/53,250000 0,750000 przez brytyjskie niszczyciele HMS „Sturgeon”, HMS „Thruster” i HMS „Retriever” ; inna wersja mówi o zatonięciu U-Boota 12 marca po wejściu na minę lub w wyniku ataku bombami głębinowymi.

## Podsumowanie działalności bojowej
W latach 1917–1918 SM UB-54 odbył łącznie sześć misji bojowych, podczas których za pomocą torped, artylerii oraz ładunków wybuchowych zatopił 14 statków o łącznej pojemności 7200 BRT . Na pokładach zatopionych jednostek zginęły co najmniej 62 osoby, w tym 43 na brytyjskim statku-pułapce HMS „Vala”  . Pełne zestawienie strat przedstawia poniższa tabela :
| Data             | Nazwa               | Państwo         | Tonaż      | Los jednostki |
| ---------------- | ------------------- | --------------- | ---------- | ------------- |
| 17 sierpnia 1917 | HMS „Vala”          | Royal Navy      | 1016       | zatopiony     |
| 25 sierpnia 1917 | „Frigga”            | Norwegia        | 1046       | zatopiony     |
| 13 grudnia 1917  | „Chili”             | Francja         | 1318       | zatopiony     |
| 20 grudnia 1917  | „Noris”             | Norwegia        | 583        | zatopiony     |
| 21 grudnia 1917  | „Orne”              | Francja         | 928        | zatopiony     |
| 23 grudnia 1917  | „Ragna”             | Norwegia        | 1747       | zatopiony     |
| 27 stycznia 1918 | „True to the Core”  | Belgia          | 26         | zatopiony     |
| 29 stycznia 1918 | „De Julia”          | Belgia          | 13         | zatopiony     |
| 29 stycznia 1918 | „De Twee Marcels”   | Belgia          | 13         | zatopiony     |
| 29 stycznia 1918 | „H. Debra Huysseme” | Belgia          | 46         | zatopiony     |
| 29 stycznia 1918 | „Jean Mathilde”     | Belgia          | 12         | zatopiony     |
| 29 stycznia 1918 | „Le Jeune Arthur”   | Belgia          | 25         | zatopiony     |
| 29 stycznia 1918 | „Marie”             | Belgia          | 16         | zatopiony     |
| 30 stycznia 1918 | „Ferryhill”         | Wielka Brytania | 411        | zatopiony     |
| RAZEM            | RAZEM               | zatopione:      | zatopione: | 14            |